# Webbanalys
Webbanalys är de metoder som används för att samla in kvantitativa data, webbstatistik, om hur webbplatser används, och göra analyser av dessa data.
Webbstatistik kan till exempel visa vilka sidor som är mest besökta, vilken väg en besökare tar genom webbplatsen, och från vilka sidor besökaren lämnar sajten. Webbanalys kan även ge insikt i besöksfrekvens och innehållsaffinitet.
Intresset för webbanalys har ökat kraftigt i och med introduktionen av Google Analytics, bland annat eftersom allt fler mindre företag och till och med privatpersoner kan börja använda det utan stora kostnader. 
Trots att många siffror som en webbanalys genererar kan vara mycket exakta, finns det flera grundläggande osäkerheter i varje sådant material. En är att även om man ser att en besökare varit inne på en sida i tio minuter, så krävs det ytterligare mätningar under tiden (som t.ex. användarhändelser) för att mer precist beräkna användningen. Man kan inte heller veta särskilt mycket om vad besökaren tyckte om besöket - om besökaren var nöjd eller missnöjd, men man kan ta reda på det genom att interaktivt infoga besöksundersökningar.
Analyser av besöksdata bör därför helst kompletteras med användarundersökningar och observationer, enkäter eller andra mer kvalitativt inriktade metoder .

## Att samla in data
Det finns olika sätt att samla in besöksstatistik för webbplatsen . 

### JavaScript-taggar
Genom JavaScript som laddas in på sidan som sedan sätter olika typer av cookies och skickar data till en server där det lagras, oftast en tredjeparts-server.
Användare som har JavaScript avstängt i sin webbläsare (cirka 2-6% av besökarna), kommer inte registreras alls med denna metod. Dock är detta för närvarande den kraftfullaste tekniska lösningen för webbanalys, med tanke på den mängd saker man kan göra. Den är också enkel att införa. Detta är den tekniska lösning Google Analytics använder sig av. Många system använder även sig av Web beacons för datainsamling, detta ger dem en mer komplett datainsamling än Google Analytics.
Web beacons är en liten genomskinlig bild (1x1 pixel), med bifogat javascript- eller <noscript>-anrop. En sådan gör det möjligt att ta reda på vem det är som laddar ner bilden och när. Bra att använda i till exempel nyhetsbrev eller andra mailutskick.

### Loggar(serverloggar)
I serverloggarna kan man se varenda transaktion/request mot servern. Att granska serverloggarna är ett av två sätt att se sökmotorernas crawlers (bots), eftersom dessa inte kör JavaScript. Ovannämnda <noscript>-anrop är det andra alternativet.

### Packet Sniffing
Genom ett mellanliggande steg mellan besökare och servern kan man analysera varenda 1:a och 0:a som skickas och med andra ord få reda på allting som händer. Detta är svårare att genomföra och känsligt med tanke på den personliga integriteten, eftersom allt kan ses, till och med kreditkortsnummer. Denna metod används ytterst sällan.

## Svårigheter
Det är ett stående problem att veta hur mycket tid som tillbringas på sista sidan som besökaren är inne på. Tid-på-sidan mäts nämligen enligt tiden mellan att första sidan hämtades och nästa sida. 
Alla dessa datainsamlingsmodeller är operfekta och sköra. Det finns ingen 100-procentig lösning.